# Сис Тамара Андріївна
Тама́ра Андрі́ївна Бистрицька, у шлюбі Сис (* 5 вересня 1913, с.Підзамче, тепер у складі міста Кам'янець-Подільський — † 26 квітня 2009, Кам'янець-Подільський, Хмельницька область) — збирачка фольклору Поділля.

## Біографічні відомості
У Кам'янці-Подільському навчалася в третій трудовій школі (її шкільною подругою була Ольга Петрова — майбутня письмениця Ольга Мак), а потім у художньо-промисловій школі.
У 1934—1935 роках навчалася в Кам'янець-Подільському педагогічному інституті (нині Кам'янець-Подільський національний університет), а після його розформування продовжила навчання в Київському педагогічному інституті, який закінчила 1939 року.
Викладала історію в Житомирському сільськогосподарському інституті (1934—1935), у середній школі села Довжок біля Кам'янця-Подільського.
У 1939—1941, 1945—1970 роках працювала старшим науковим співробітником Кам'янець-Подільського державного історичного музею-заповідника, потім екскурсоводкою Кам'янець-Подільського екскурсійного бюро.
У післявоєнні роки була керівницею історичного гуртка для учнів шкіл м.Кам'янець-Подільський, в якому навчалась майбутня поетеса Наталя Кащук.
Учасниця I—VIII Подільських історико-краєзнавчих конференцій.
Видала книги із записами подільського фольклору:
- Перлини Кам'янеччини. — 1992.
- Перлини Товтрів-Медоборів. — Книга перша. — Кам'янець-Подільський, 1994.
- Перлини Товтрів-Медоборів. — Книга друга: Збруч хлюпочеться. — Кам'янець-Подільський, 2000.

Лауреатка Кам'янець-Подільської міської премії в галузі культури, мистецтва, фольклору та етнології (1995). Серед нагород — орден Знак Пошани (1960), відзнака Кам'янець-Подільської міської ради «Честь і шана» (2001).